# Tercer Túnel de Agresión
El Tercer Túnel de Agresión (en coreano: 제3땅굴 y en inglés Third Tunnel of Aggression) es uno de los cuatro túneles conocidos bajo la frontera entre Corea del Norte y Corea del Sur, que se extiende al sur de Panmunjom.
Sólo a 44 km de Seúl, el túnel fue descubierto en octubre de 1978, basándose en la información proporcionada por un desertor. Se trata de un túnel de 1,7 km de largo, 2 m de altura y 2 m de ancho. Se desarrolla a través del lecho de roca, a una profundidad de cerca de 73 m bajo tierra. Fue diseñado presuntamente para un ataque sorpresa a Seúl por parte de Corea del Norte, y se puede acomodar en el a 30 000 hombres por horas junto con armamento ligero. Sobre el descubrimiento del tercer túnel, el Comando de las Naciones Unidas acusó a Corea del Norte de amenazar el acuerdo de armisticio firmado en 1953 al final de la guerra de Corea. Su descripción como un "túnel de agresión" fue propuesta por el Sur, que lo consideraba un acto de agresión por parte del Norte.